# Michaela Dorfmeister
Michaela Dorfmeister (Viena, 25 de marzo de 1973) es una deportista austríaca que compitió en esquí alpino; dos veces campeona olímpica y dos veces campeona mundial.

## Trayectoria
Participó en tres Juegos Olímpicos de Invierno, obteniendo en total tres medallas, una de plata Nagano 1998, en la prueba de supergigante, y dos de oro en Turín 2006, en el descenso y el supergigante, y el cuarto lugar en Salt Lake City 2002 (eslalon gigante).
Ganó cuatro medallas en el Campeonato Mundial de Esquí Alpino entre los años 1999 y 2003.
En la Copa del Mundo consiguió veinticinco victorias y 64 podios en total. Ganó la clasificación general de la Copa del Mundo en 2002.
Recibió la Condecoración de Honor de Oro de la Orden al Mérito de la República de Austria (2003) y la Gran Condecoración de Honor de la Orden al Mérito de la República de Austria (2006). Fue nombrada «Deportista femenina del año» en su país en dos ocasiones: 2003 y 2006.
Se retiró al final de la temporada 2006. Posteriormente, ejerció de vicepresidenta de la Federación de Esquí de Baja Austria y de técnica delegada de la Federación Internacional de Esquí (FIS). Además, en 2019 ingresó como miembro en el presídium del club de fútbol SK Rapid Viena.

## Palmarés internacional
| Juegos Olímpicos   | Juegos Olímpicos                   | Juegos Olímpicos  | Juegos Olímpicos |
| Año                | Lugar                              | Medalla           | Prueba           |
| ------------------ | ---------------------------------- | ----------------- | ---------------- |
| 1998               | Nagano (Japón)                     | Medalla de plata  | Supergigante     |
| 2006               | Turín (Italia)                     | Medalla de oro    | Descenso         |
| 2006               | Turín (Italia)                     | Medalla de oro    | Supergigante     |
| Campeonato Mundial |                                    |                   |                  |
| Año                | Lugar                              | Medalla           | Prueba           |
| 1999               | Vail/Beaver Creek (Estados Unidos) | Medalla de plata  | Descenso         |
| 1999               | Vail/Beaver Creek (Estados Unidos) | Medalla de bronce | Supergigante     |
| 2001               | St. Anton (Austria)                | Medalla de oro    | Descenso         |
| 2003               | St. Moritz (Suiza)                 | Medalla de oro    | Supergigante     |